# Visnepolitikken
Visnepolitikken er en ofte anvendt betegnelse for partiet Venstres folketingspolitik i 1880'erne under forfatningskampen (konflikten med Højre og Ministeriet Estrup); især om årene 1883-1886, da oppositionspartiet Venstre søgte at tvinge regeringen Estrup til at gå af ved at nægte at behandle en stor del af dennes lovforslag, herunder særligt den årlige finanslov.
Visnepolitikken blev opgivet af de fleste i Venstre, da Moderate Venstre søgte en forståelse med Højre i slutningen af 1880'erne. Forståelsen udmundede i forliget 1894, hvor Estrup gik af. Udtrykket stammer fra en udtalelse af Christen Berg den 13. august 1881:

"Alting ville visne i Hænderne paa et Ministerium, der trodser den almindelige Valgret."